# Robert Runcie
Robert Runcie (ur. 2 października 1921 w Great Crosby, zm. 11 lipca 2000 w St Albans) – anglikański arcybiskup Canterbury, baron Cuddesdon.
W czasie II wojny światowej służył jako dowódca czołgu w oddziałach Scots Guards, brał udział m.in. w ofensywie na terenie Niemiec, za męstwo w walce został odznaczony Military Cross.
Ukończył studia w anglikańskim kolegium teologicznym Westcott House w Cambridge. Święcenia przyjął w 1950, stając się duchownym diecezji w Newcastle. W 1970 został wybrany biskupem St Albans. Arcybiskupem Canterbury został w 1979. Jako dożywotni par zasiadał w Izbie Lordów. Dążył do zacieśnienia relacji z Kościołem katolickim, szereg razy spotkał się z papieżem Janem Pawłem II. Często krytykował rząd brytyjski za brak jednoznacznej postawy w kwestii redukcji uzbrojenia atomowego i walki z ubóstwem w krajach Trzeciego Świata. W 1981 pobłogosławił związek małżeński księcia Karola i księżnej Diany. Ochrzcił w sierpniu 1982 ich syna księcia Wilhelma. Zmarł na nowotwór w 2000, został pochowany na cmentarzu przy Katedrze w St Albans.

## Publikacje
- 1983 − Seasons of the Spirit
- 1988 − One Light for One World
- 1989 − The Unity We Seek